# Зильберман, Виктор (борец)
Виктор Зильберман (род. 28 марта 1947, Кишинёв) — советский, израильский и канадский борец вольного стиля, тренер. Мастер спорта СССР международного класса. Чемпион СССР (1972), призёр первенства СССР (1969, 1970, 1973), серебряный призёр чемпионата Европы (1973), бронзовый призёр чемпионата мира (1974), обладатель Кубка Европы.

## Биография
Выступал за юношескую сборную Молдавии, тренировался у Савелия Киорогло.
Чемпион СССР среди юношей в 1964 и 1965 годах. Бронзовый призёр чемпионатов СССР (1969, Минск; 1970, Новосибирск; 1973, Красноярск). С 1971 года выступал за сборную команду Белоруссии. Чемпион СССР (1972, Минск). Серебряный призёр чемпионата Европы (1973, Лозанна).
С 1974 года выступал за национальную сборную Израиля, бронзовый призёр чемпионата мира (1974, Стамбул). С 1977 года выступал за сборную Канады, серебряный призёр Кубка мира (1977, Толедо).
Окончил Университет Лейкхед (1977) и Университет Макгилла (1979) по отделению сравнительной педагогики, Университет Конкордия по спортивному менеджменту (1985). Диссертацию доктора философии по педагогике (PhD) защитил в Монреальском университете в 1991 году. На протяжении трёх десятилетий преподавал физическое воспитание в колледже Ванье. Основал борцовский клуб Монреаля.
Живёт в Монреале (Кот-Сен-Люк), на тренерской работе в клубе Concordia Stingers. Был членом канадского тренерского штаба на четырёх Олимпийских играх. Среди воспитанников — Андрей Бородов, Гиви Сисаури, Олег Ладик, Михаил Жапаридзе, Дуг Йитс, Кахабер Верквиашвили, Мартина Дюгренье, Тайлер Маргетис, Илана Кратыш, Жорж Сен-Пьер, Дороти Йитс, Кларк Дейвис и его сын Давид Зильберман (род. 1982).
Автор методических публикаций по физическому воспитанию.